# Dvoumotorový proudový letoun

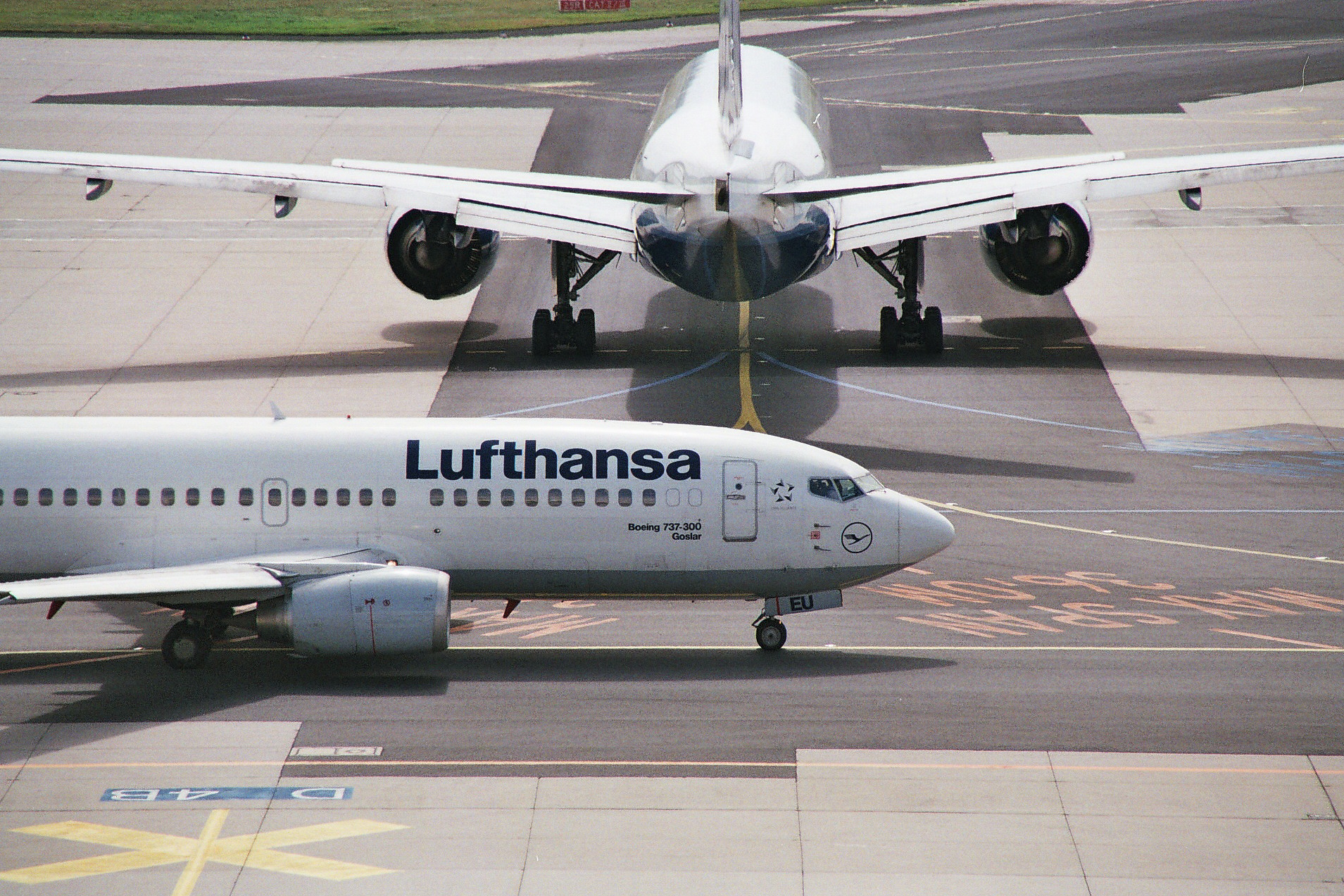
Dvoumotorové proudové letouny: vpředu Boeing 737, vzadu Boeing 777

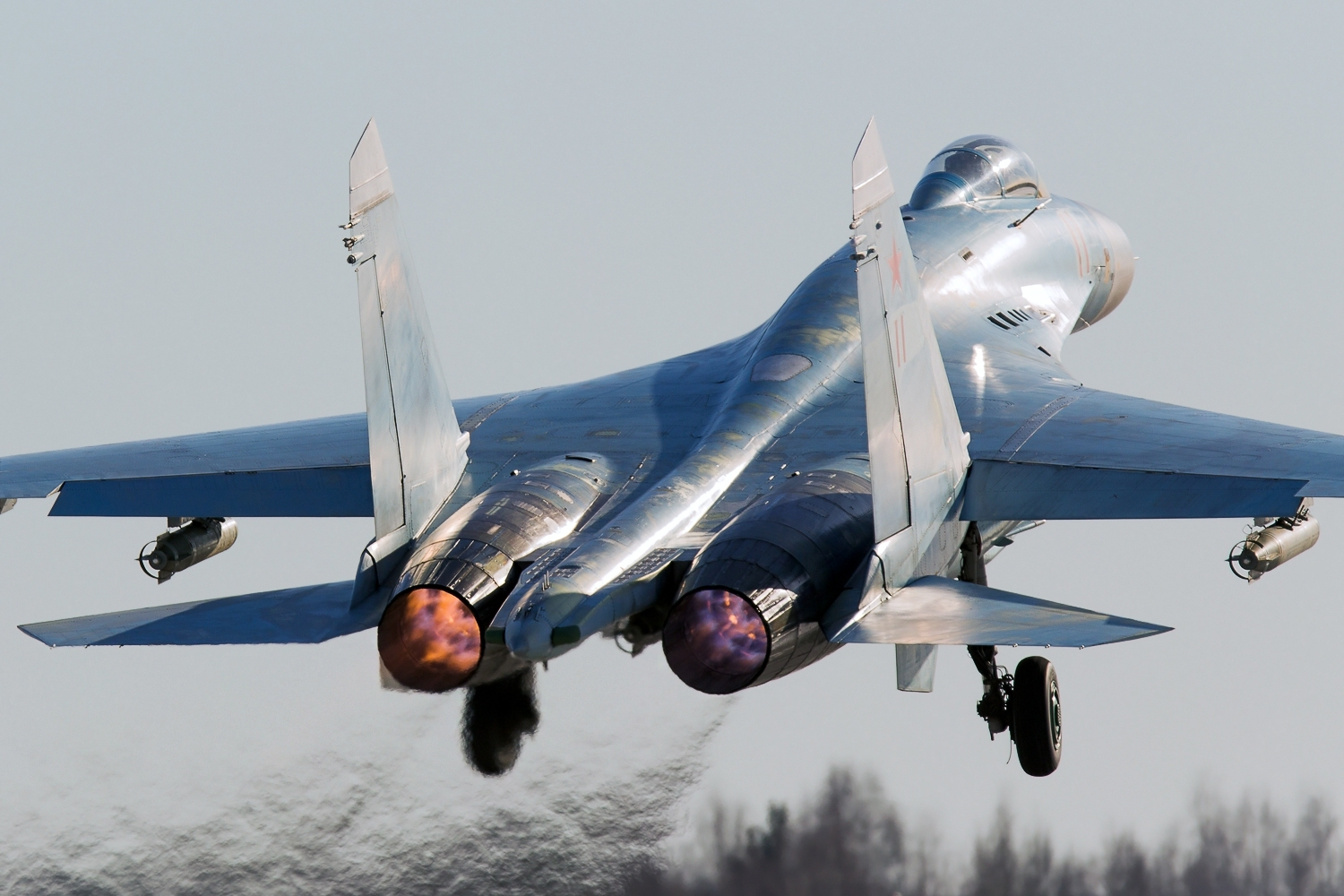
Dvoumotorový proudový letoun Suchoj Su-27/Su-30

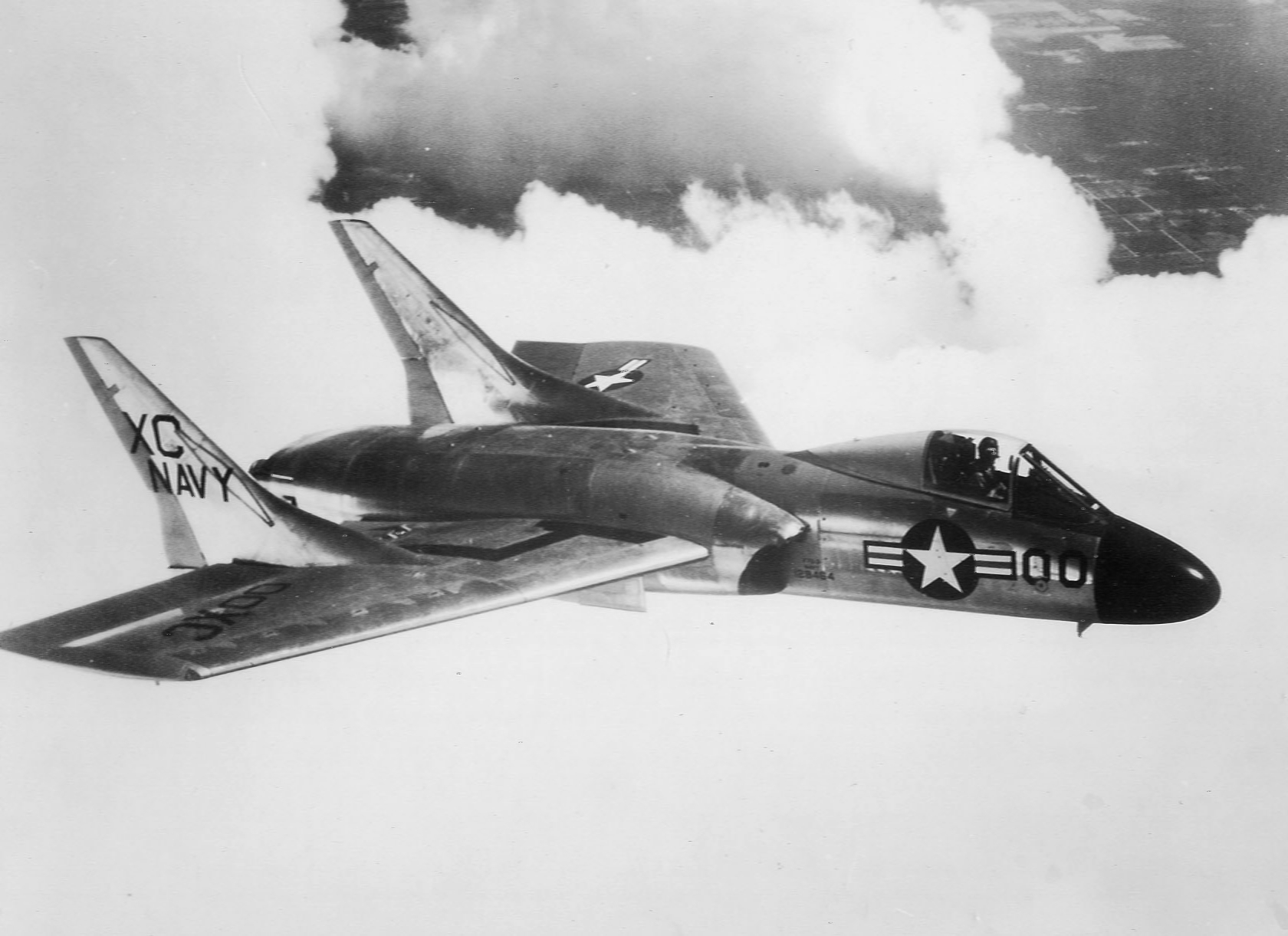
Jeden z prvních bitevních dvoumotorových proudových letounů Vought F7U Cutlass, 1955

Dvoumotorový proudový letoun (anglicky Twinjet) je proudový letoun, který je poháněn dvěma proudovými motory. Tato konfigurace motorů je populární hlavně pro dopravní letadla, používá se ale také například u bitevních letounů. Dva motory jsou lepší pro bezpečnost – když jeden vypadne, stále může pracovat ten druhý a je často také úspornější na letecké palivo.

## Seznam dopravních twinjetů
Toto je neúplný seznam dopravních dvoumotorových proudových letounů:
- Airbus A220
- Airbus A320
- Airbus A330
- Airbus A350
- Boeing 737
- Boeing 757
- Boeing 777
- Boeing 787
- Bombardier CRJ200
- Bombardier Challenger 600
- Bombardier CRJ700
- Comac ARJ21
- Comac C919
- Embraer E-Jet
- McDonell Douglas DC-9
- Tupolev Tu-134